# Осинова Річка
Оси́нова Рі́чка (рос. Осиновая Речка) — село у складі Хабаровського району Хабаровського краю, Росія. Адміністративний центр Осиноворіченського сільського поселення.

## Населення
Населення — 1751 особа (2010; 1837 у 2002).
Національний склад (станом на 2002 рік):
- росіяни — 89 %